# Victoria Legrand
Victoria Garance Alixe Legrand (París, 28 de mayo de 1981) es una cantante y tecladista francesa, conocida por ser integrante de la banda de dream pop Beach House.

## Historia
Nació en París, Francia, pero fue criada en Filadelfia. Es sobrina del músico francés Michel Legrand. Volvió a Francia para estudiar actuación. Después de sentirse desconectada con la escuela de teatro, volvió a Filadelfia en 2004. Un tiempo después conoció a Alex Scally y rápidamente formaron un dúo. Usualmente Victoria menciona la manera orgánica en que trabajan juntos, y cómo, en Scally, encontró a su "alma gemela musical".